# Marondera (Simbabwe)
Marondera (bis 1982 Marandellas) liegt in der Provinz Mashonaland East in Simbabwe. Sie ist die Hauptstadt der Provinz. Zusammen mit ihrem Umland stellt sie einen der Urbanen Distrikte Simbabwes mit 66.204 Einwohnern (2022) und einer Fläche von etwa 59 km².

## Geschichte
Marondera wurde 1890 als Zwischenhalt für Reisende von Salisbury nach Umtali gegründet. Man hatte erwartet, dass die Eisenbahnlinie, die von Beira zu dem heutigen Harare führt, durch die Siedlung führen würde. Doch 1898 stellten die Bahnbehörden fest, dass allein auf der 67 km langen Strecke zwischen Headlands und Marondera 40 Brücken und Tunnel erforderlich wären. Sie umgingen Marondera und verlegten die Linie entlang der Wasserscheide zwischen Save im Süden und Gairezi im Norden, etwa 9 km weiter nördlich. Die Polizei und das „Büro des Eingeborenenkommissars“ zogen an die Bahnlinie heran, und bis 1900 wurde der Standort der ersten Siedlung aufgegeben. Die neue Stadt begann um den Bahnhof herum zu wachsen, und etwa zu dieser Zeit wurde ein Hotel errichtet.
Der Ort wurde zunächst Marandella's Kraal genannt, nach einem (Ba)Rozwi-Häuptling der hier lebte. Die Stadt war eine der ersten von Weißen gegründeten Siedlungen des Landes.
2002 wurde hier die Women’s University in Africa gegründet, deren Ziel eine Erhöhung des Frauenanteils bei den Wissenschaftlern ist. Gründungskanzlerin war Lydia Makhubu.

## Geografie
Marondera ist bei ihrer Lage auf 1640 Metern über dem Meeresspiegel die am höchsten gelegene Stadt Simbabwes. Hier entspringt einer der größten Flüsse des Landes, der Save. Die Stadt liegt etwa 65 km südöstlich von Harare im Distrikt Marondera Rural. Der Urbane Distrikt ist in 12 Wards aufgeteilt.

## Wirtschaft
Die Stadt ist von Landwirtschaft geprägt und ist umgeben von Feldern, vor allem mit Mais, Tabak, Wein und einigen Kautschuk-Plantagen. Marondera beherbergt einige Kleinindustrie.

## Infrastruktur
Die Stadt liegt am Beira-Lobito-Highway und der Eisenbahnstrecke zwischen Harare und Mutare. In der Stadt gibt es 181 km Straßen, von denen 107 geteert sind.
In Marondera gibt es 18 Grund- und 9 Sekundärschulen, so wie mehrere Colleges und die Marondera University of Agricultural Sciences and Technology. Die medizinische Versorgung wird über ein Krankenhaus, 2 Ambulanzen und 3 private Einrichtungen geleistet. Die Stadt hat Telefon, Elektrizität und Wasserversorgung, wenn auch nicht ununterbrochen, obwohl zwei Stauseen in der Nähe der Stadt liegen.

## Bevölkerungsentwicklung
Die Bevölkerungsentwicklung seit 1982.
| Jahr          | Einwohner |
| ------------- | --------- |
| 1982 (Zensus) | 19.971    |
| 1992 (Zensus) | 39.384    |
| 2002 (Zensus) | 51.847    |
| 2012 (Zensus) | 61.998    |
| 2022 (Zensus) | 66.204    |

## Persönlichkeiten
- Ryan Burl (* 1994), Cricketspieler
- Thomas Mapfumo (* 1945), Musiker
- Sylvester Mubayi (1942–2022), Bildhauer